# 국무총리공관
국무총리공관(國務總理公館)은 대한민국 국무총리의 관저를 가리킨다. 서울특별시 종로구와 세종특별자치시에 위치해 있다.

## 서울특별시 공관
서울 공관은 서울특별시 종로구 삼청로 95 (삼청동 106-11)에 위치하고 있는 대한민국 국무총리의 관저이다.
조선시대 태화궁(太和宮) 자리였다가 일제시대에는 경성전기주식회사 관사로 쓰였다. 광복 후 국회의장공관으로 사용되다가 1961년 5월부터 국무총리공관으로 쓰이고 있으며, 대지규모는 14,990평방미터이다.
일제 강점기에 민규식 자택, 경성전기주식회사 관사 등으로 사용했고 1945년 광복 후에 한국전력주식회사가 인수했다. 1948년부터 1961년까지 국회의장 공관으로 사용했으며 1961년 5월 이후부터 국무총리공관으로 사용하는 등 근현대 역사를 담고 있는 장소로 2013년 ‘서울 미래유산’으로 등재됐다.   
‘서울미래유산’은 서울특별시가 2012년 6월부터 추진하고 있는 ‘서울 미래유산 보전사업’의 일환으로 서울의 근ㆍ현대 유산 가운데 미래 세대에게 전달할 가치가 있는 유ㆍ무형의 유산에 대해 서울시가 현황 조사를 실시한 후 50여 명의 전문가로 구성된 미래유산보존위원회가 선정한다.

### 시설
- 본관 - 석조 2층. 2층에는 집무실, 1층에는 회의실 및 침실이 있다. 1985년 일본식 목조 건물을 헐고 신축한 것이다.
- 삼청당 - 목조 단층. 연회실 및 회의실이 있다.
- 차고, 대기실, 경비실 숙소
- 경내의 등나무와 측백나무는 천연기념물 254호와 255호로 각각 지정되어 있다.

## 세종특별자치시 공관
세종 공관은 대다수의 정부기관들이 서울에서 세종시로 이동하면서 세종특별자치시가 조성됨에 따라 해당 지역에서의 업무처리를 위해 새롭게 건설된 총리공관이다. 세종특별자치시에 위치하고 있는 대한민국의 국무총리의 관저이다.

## 같이 보기
- 청와대
- 대한민국 국무총리실